# Локве (Нова Горица)
Локве (словен. Lokve, итал. Loqua) су насељено место у општини Нова Горица, Горишка регија, Словенија.

## Историја
До територијалне реорганизације у Словенији биле су у саставу старе општине Нова Горица.

## Становништво
У попису становништва из 2011. године, Локве су имале 104 становника.
| Број становника према пописима | Број становника према пописима | Број становника према пописима |
| ------------------------------ | ------------------------------ | ------------------------------ |
| 1991                           | 2002                           | 2011                           |
| 137                            | 122                            | 104                            |

## Галерија
- планински гребен (брдо) Школ (1.182 км)
- Пећина „Велика ледена јама у Парадани”.